# Antonín Janda
Antonín Janda, noto anche come Antonín Janda-Očko (Praga, 21 settembre 1892 – 21 gennaio 1960), è stato un calciatore cecoslovacco, di ruolo centrocampista o attaccante.

## Carriera

### Club
Tra il 1908 e il 1916 gioca nel SK Praga VII. Nel 1916 passa allo Sparta Praga, andando a comporre quello che verrà definito come l'Iron Sparta e divenendo uno dei giocatori cecoslovacchi più popolari del periodo. Nel 1924 torna all'SK Praga VII.

### Nazionale
Partecipa alle Olimpiadi di Anversa realizzando due triplette a Jugoslavia (0-7) e Norvegia (4-0). Il 26 febbraio del 1922 a Torino gioca la sua unica partita da capitano contro l'Italia, segnando anche l'unica rete cecoslovacca nell'1-1 finale.

## Palmarès

### Club

#### Competizioni nazionali
- Campionato cecoslovacco: 5

Sparta Praga: 1919, 1920, 1921, 1922, 1923